# Taiti

Bandeira

O Taiti (em francês Tahiti) é a maior ilha da Polinésia Francesa, localizada no conjunto Barlavento do arquipélago das Ilhas da Sociedade. A capital é Papeete, situada na costa noroeste da ilha.
Com uma distância de 45 km entre seus pontos mais extremos e cobrindo uma área de aproximadamente 1 045 km2, o Taiti divide-se em duas porções quase circulares. A maior situa-se na metade noroeste da ilha e é conhecida como Tahiti Nui (Grande Taiti), enquanto a metade sudeste, muito menor, é denominada Tahiti Iti (Pequeno Taiti). A ilha foi formada por atividade vulcânica, sendo circundada por recifes de coral. Seu interior é montanhoso. Seu pico mais elevado, o Monte Orohena, culmina a 2 241 m de altitude. O clima é quente e úmido.
De acordo com o censo de 2012, o Taiti apresenta uma população estimada em 186,9 mil habitantes, sendo a comuna de Faa'a a mais populosa, com aproximadamente 30 mil habitantes. Tais números fazem do Taiti a ilha mais populosa da Polinésia Francesa, representando 68,5% de sua população total.
A ilha era parte do Reino do Taiti até a anexação pela França, em 1880, quando foi proclamada colônia francesa. O idioma oficial é o francês, apesar de o taitiano ser amplamente falado pelos nativos.

## História
A população nativa é de polinésios e estima-se que eles tenham se estabelecido na ilha entre 300 e 800 a.C., embora existam alguns estudos que dizem que pode ter sido ainda antes desta data.
O solo fértil da ilha e a pesca são fontes amplas de alimento para a população. A natureza calma da população local e a caracterização da ilha como paradisíaca impressionaram os primeiros visitantes europeus e geraram um fascínio que dura até hoje.
Embora as ilhas tenham sido descobertas por um navio espanhol em 1606, a Espanha não teve nenhuma intenção de colonização ou comércio com a ilha. Samuel Wallis, um capitão inglês, avistou o Taiti em 18 de junho de 1767 e é considerado o europeu que descobriu a ilha.
Wallis foi seguido pelo explorador francês Louis-Antoine de Bougainville, que completou a primeira navegação ao redor da ilha em abril de 1768. Bougainville tornou o Taiti famoso na Europa quando ele publicou as impressões de sua viagem no Voyage autour du monde. Nesta publicação, ele descreve a ilha como um paraíso na terra onde homens e mulheres viviam felizes em inocência, distantes da corrupção da civilização. Sua descrição da ilha influenciou pensamentos utópicos de filósofos como Jean-Jacques Rousseau antes da Revolução Francesa.
Em 1774 o capitão James Cook visitou a ilha e estimou a população em aproximadamente 200 000 habitantes na época. Provavelmente ele tenha exagerado, outras estimativas do mesmo período dizem que a população era de aproximadamente 122 000 habitantes. Depois da visita de Cook, navios europeus visitaram a ilha com maior frequência. O mais conhecido destes navios foi o HMS Bounty, comandado por William Bligh cuja tripulação se amotinou logo após deixarem o Taiti em 1789, conforme o livro O Motim no Bounty, de Caroline Alexander, ou O Garoto no Convés, de John Boyne. Os nativos antigos do Taiti chamavam-na de Otaheite. A influência europeia rompeu com a tradição da sociedade, trazendo prostituição, doenças venéreas e álcool para a ilha. Doenças como o tifo e varíola mataram tantos taitianos que em 1797 a população era de apenas 16 000 habitantes. Mais tarde, caiu ainda mais, para 6 000 habitantes.
Em 1842 o reino do Taiti foi declarado uma província francesa. Em 1880, o rei Pomare V foi forçado a reconhecer a soberania do Taiti e suas dependências para a França em 29 de junho. Em troca ele foi honrado como Oficial da Ordem da Legião da Honra e Ministro e com o Mérito de Agricultura da França. Em 1946, o Taiti e toda a Polinésia Francesa tornaram-se um Territoire d'Outre-Mer (território francês ultramarino) e em 2004 seu estado mudou para Pays d'Outre-Mer.
O pintor francês Paul Gauguin viveu no Taiti nos período de 1890 e pintou muitos temas taitianos. A cidade de Papeari tem um pequeno museu da obra o pintor.

## Taiti Moderno

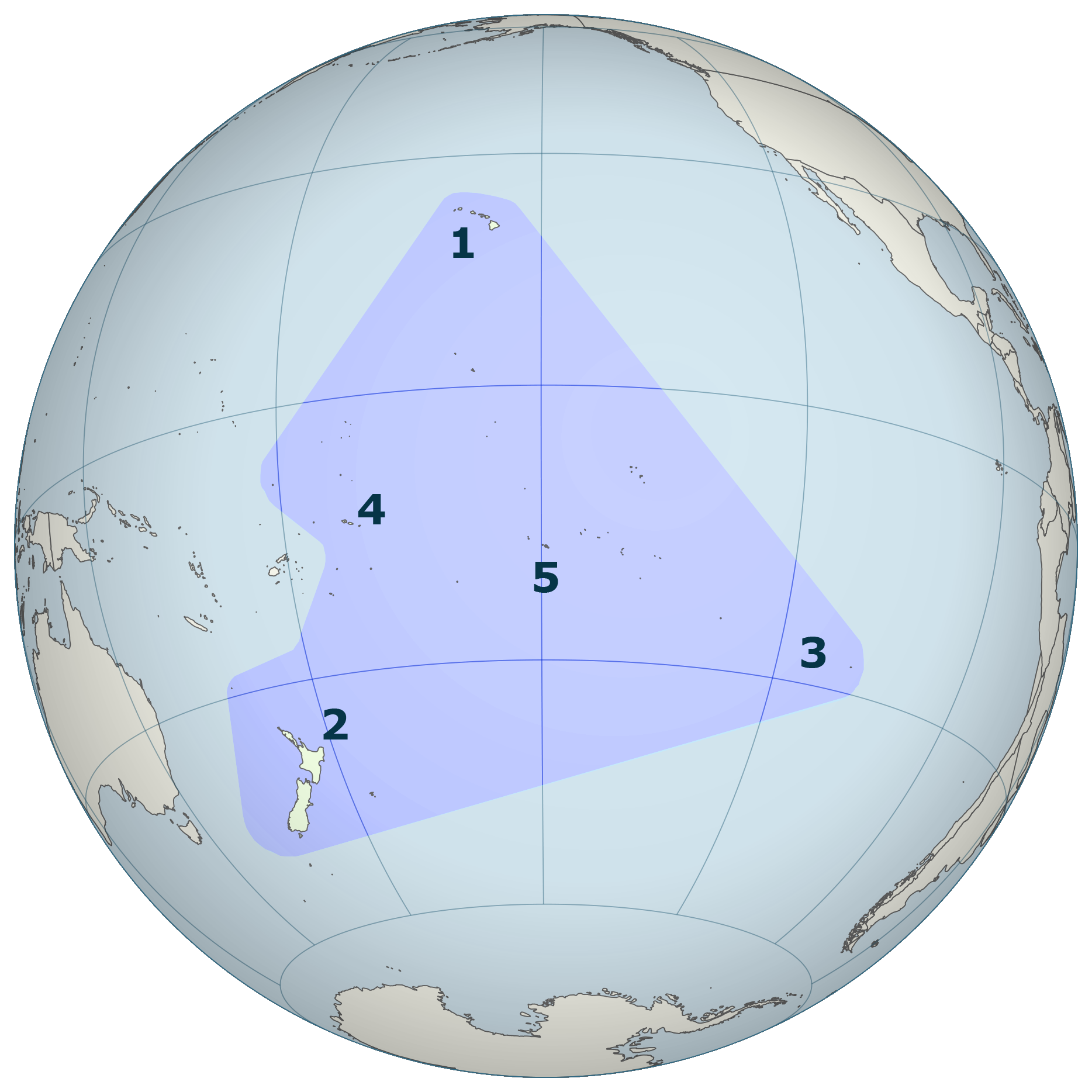
Localização do Taiti

Os taitianos são considerados cidadãos franceses com plenos poderes civis e políticos. Ambas as línguas taitiana e francesa são usadas na ilha.
O Taiti abriga uma universidade francesa: a Universidade da Polinésia Francesa (Université de la Polynésie Française). É uma pequena universidade com cerca de 2 mil estudantes e 60 pesquisadores. Os físicos Pascal Ortega (estudos de ótica) e Alessio Guarino (física não linear) estão entre eles. No departamento de Ciências Humanas, destaca-se o sociólogo L. Schuft pelo seu estudo da integração de trabalhadores franceses no Taiti.

## Esportes
O esporte principal do Taiti é a canoa polinésia. Inesperadamente a Seleção Taitiana de Futebol foi campeã da Copa das Nações da OFC e se classificou para a Copa das Confederações de 2013 sendo a "zebra" da competição.
A Seleção Taitiana de Futebol de Areia já disputou a final da Copa do Mundo de Futebol de Areia em duas oportunidades, mas foi derrotada pela seleção portuguesa em 2015 e pela seleção brasileira em 2017.
A Ilha sediou as provas de Surfe nas Olimpíadas de Paris 2024